# نانتيا
نانتيا (بالفرنسية: Nantiat)‏ هي بلدية في إقليم فيين العليا في منطقة أقطانية الجديدة غرب وسط فرنسا.